# Vaughn Armstrong
Vaughn Dale Armstrong Jr., född 7 juli 1950 i Sonora, Kalifornien, är en amerikansk skådespelare, mest känd för sina många roller i Star Trek, speciellt Admiral Forrest. Han tjänstgjorde i den amerikanska militären och stred i Vietnamkriget.

## Star Trek
I Star Trek har Armstrong spelat 13 olika karaktärer, vilket är mer än någon annan. Han återkommer i 28 avsnitt, spridda över fyra separata serier. Han är en av endast fem skådespelare som har spelat sju eller fler karaktärer i Star Trek.

Armstrongs första framträdande i serien var i Star Trek: The Next Generation-avsnittet "Heart of Glory", där han spelade kommendör Korris, en renegat Klingon som stal ett lastfartyg och försökte använda det för att attackera sina fränder klingonerna (som han ansåg hade blivit veka). Hans andra karaktärer är:
- Klingons:
  - Commander Korris (Star Trek: The Next Generation-avsnittet "Heart of Glory")
  - Korath (Star Trek: Voyager-avsnittet "Endgame", förekommer också i Star Trek: The Experience)
  - Klaax (Star Trek: Enterprise-avsnittet "Sleeping Dogs")
- Cardassians:
  - Gul Danar (Star Trek: Deep Space Nine-avsnittet "Past Prologue")
  - Seskal (Star Trek: Deep Space Nine-avsnitten "When It Rains..." och "The Dogs of War")
- Romulan:
  - Telek R'Mor (Star Trek: Voyager-avsnittet "Eye of the Needle")
- Borg:
  - Lansor/Two of Nine (Star Trek: Voyager-avsnittet "Survival Instinct")
- Vidiian:
  - Vidiian Captain (Star Trek: Voyager-avsnittet "Fury")
- Människor:
  - Admiral Forrest (återkommande roll i Star Trek: Enterprise)
  - Captain Maximilian Forrest (Mirror Universe-versionen av Admiral Forrest)
- Hirogen:
  - Hirogen-Alpha (Star Trek: Voyager-avsnittet "Flesh and Blood")
- Kreetassan:
  - Kreetassan Captain (Star Trek: Enterprise-avsnitten "Vox Sola" och "A Night In Sickbay")

## Övriga roller
Armstrong har gestaltat en säkerhetsvakt i två avsnitt av Babylon 5. Han framträdde som detektiv i ett avsnitt av Seinfeld och som Fred Trump (far till Donald Trump) i ett avsnitt av Quantum Leap, där Enterprise-motspelaren Scott Bakula spelade huvudrollen.

## Som musiker
Armstrong spelar ukulele, och har själv utvecklat en "banjo"-liknande ukulele. Med den framträder han och spelar låtar förknippade med Amerikanska inbördeskriget. Han har även skrivit Star Trek-inspirerad blues, som är  populär på på mässor. Hans filkband, The Enterprise Blues Band, består utöver honom själv, av Star Trek-skådespelarna Richard Herd (Owen Paris), Steve Rankin (Colonel Green och Casey Biggs (Damar).